# Pergine Valsugana
Pergine Valsugana (/ˈpɛrʤine valsuˈɡana/; Pèrzen o Pèrzem in dialetto trentino, Persn in mocheno) è un comune italiano di 21 627 abitanti della provincia di Trento, il terzo per popolazione dopo il capoluogo e Rovereto.
Sede della Comunità di valle Alta Valsugana e Bersntol, allo sbocco della Valle del Fersina e all'inizio della Valsugana, la cittadina è dominata dallo storico Castel Pergine.

## Geografia fisica

### Territorio
La città è situata nel medio Trentino, alla sinistra orografica dell'Adige, a 490 m s.l.m. e a 12 km a est di Trento. Il comune di Pergine Valsugana, che si estende su una superficie di circa 5439 ettari, occupa la vasta conca ai piedi del colle Tegazzo e il fondovalle del torrente Fersina. A occidente è dominata dal Monte Marzola (1738 m s.l.m.) e dal Monte Celva (1000 m s.l.m.) con il Cimirlo verso Trento, a sud-ovest dalla Vigolana (Becco di Filadonna, 2150 m s.l.m.), a sud-est dalla Panarotta (2002 m s.l.m.), a est dal Monte Orno o Montagna Grande (1538 m s.l.m.) (una volta chiamata così per la sua altezza in termini prospettici), a nord-est dal Gronlait (2383 m s.l.m.) e dal Fravort (2347 m s.l.m.). Infine a nord-ovest si possono scorgere in lontananza le cime della catena del Brenta (cima Tosa 3173 m s.l.m.) e la Paganella (2125 m s.l.m.); sempre in lontananza, ma a sud, si può scorgere il Pizzo di Levico, sulla sommità del quale svetta Forte Vezzena.
Il torrente Fersina nasce dal lago di Erdemolo, posto sopra Palù del Fersina a 2036 m nella catena del Lagorai e si snoda fino a Trento, per poi sfociare nel fiume Adige.
Il lago di Caldonazzo (profondità massima 49 m) si trova a sud della cittadina; appartiene al perginese dalla frazione di San Cristoforo al Lago (suo inizio) fino all'altezza della frazione di Valcanover. Il resto del lago appartiene ad altri comuni; dal lago di Caldonazzo nasce il fiume Brenta.
Altri laghi situati nel perginese sono il lago di Costa, il lago Pudro, il lago di Canzolino e il lago di Madrano. Il lago Pudro, che fa parte della rete natura 2000, ha una superficie di circa 13 ettari e si caratterizza per la presenza di una fauna strettamente legata all'acqua, scomparsa in fondovalle a causa delle bonifiche. Nel 1948, venne rinvenuta ai margini della palude del lago di Pudro una spada a manico pieno, con pomo a coppa finemente decorata e fatta risalire al X secolo a.C.. Fino al 1989, presso tale lago vi era un'intensa attività di sfruttamento per l'estrazione della torba.
Esistono poi piccoli corsi d'acqua, affluenti del Fersina.

### Clima
Secondo i dati medi del trentennio 1961-1990, la temperatura media del mese più freddo, gennaio, si attesta a 1,4 °C, mentre quella del mese più caldo, luglio, è di +22,6 °C.
Le precipitazioni medie annue superano i 900 mm, distribuite mediamente in una novantina di giorni, con un picco nella tarda primavera e in estate e un minimo relativo invernale.
Classificazione climatica: 	zona F, 3147 GG

## Origini del nome
Esistono numerose ipotesi sull'origine del toponimo: nel Settecento si avanzò l'ipotesi che derivi dal nome del torrente Fersina; infatti esso deriverebbe da ferrugo o ferri sinus, perché il torrente attraversa una zona ricca di miniere di ferro; sempre dal nome del torrente, ci sarebbe stato il passaggio a Persina e poi a Pergine; ma tale ipotesi si ritiene ormai superata. Altre ipotesi spiegano che Pergine è una forma locativa di pergo, luogo elevato: perg, forse parallelo di Berg (monte). Un'altra ritiene che il nome della città derivi da pyrgus, da cui l'italiano pergamo e pergus, poggio. Recentemente si preferisce la derivazione da colle-altura, collegata all'esistenza di un fortilizio. Alcuni, però, si rifanno agli studi sul toponimo Pergine Valdarno, in provincia di Arezzo: nel secolo scorso si faceva risalire il nome ad una lingua primitiva, probabilmente quella dei Liguri, i quali avrebbero influenzato il mondo degli Etruschi. Verso la metà del nostro secolo si ipotizzò che Pergine derivi dal termine perga-parga, che significa fienile, capanna. Alcuni studiosi invece ritengono che i toponimi con suffisso -ine siano di origine orientale 

## Storia

### Preistoria
Il territorio di Pergine era abitato già in epoca preistorica dai Reti; insediamenti abitativi sono stati trovati nelle colline del perginese, in particolare ai Montesei di Serso. Non sono però esclusi insediamenti di fondo valle. Non è escluso inoltre che il probabile castelliere romano, che doveva sorgere sul colle del Tegazzo, fosse ancora più antico di epoca Retica.

### Età Romana
Con la guerra retica (I secolo a.C.) il territorio del perginese entrò a far parte dei territori di Roma. In particolare Pergine, con tutta la valsugana, faceva parte del Municipio romano di Feltre.
Venne costruita perciò la via militare Claudia Augusta Altinate, che partiva da Altinum (ovvero Altino, nei pressi dell'odierna Venezia), attraversava la Valsugana, e passando per la piana di Pergine (ancora spoglia di edifici), arrivava fino a Tridentum (attuale Trento).
Non sono esclusi però possibili insediamenti e infrastrutture sorti attorno alla via militare nella piana del perginese (se non un vero e proprio borgo), infatti stazioni di cambio dei cavalli e locande per il ristoro e il pernottamento sorgevano a intervalli regolari lungo le strade; non di rado attorno a queste strutture si sviluppano delle vere e proprie città. Si presume, inoltre, l'esistenza di un castelliere romano (o addirittura preromano poi utilizzato e forse modificato dagli stessi Romani) sulla collina dove ora sorge il castello di Pergine, questo era un luogo altamente strategico che permetteva di controllare i movimenti nell'Alta Valsugana.
La stradina che collega le frazioni di Vigalzano e Costa è probabilmente quanto resta dell'antica via militare.

### Medioevo

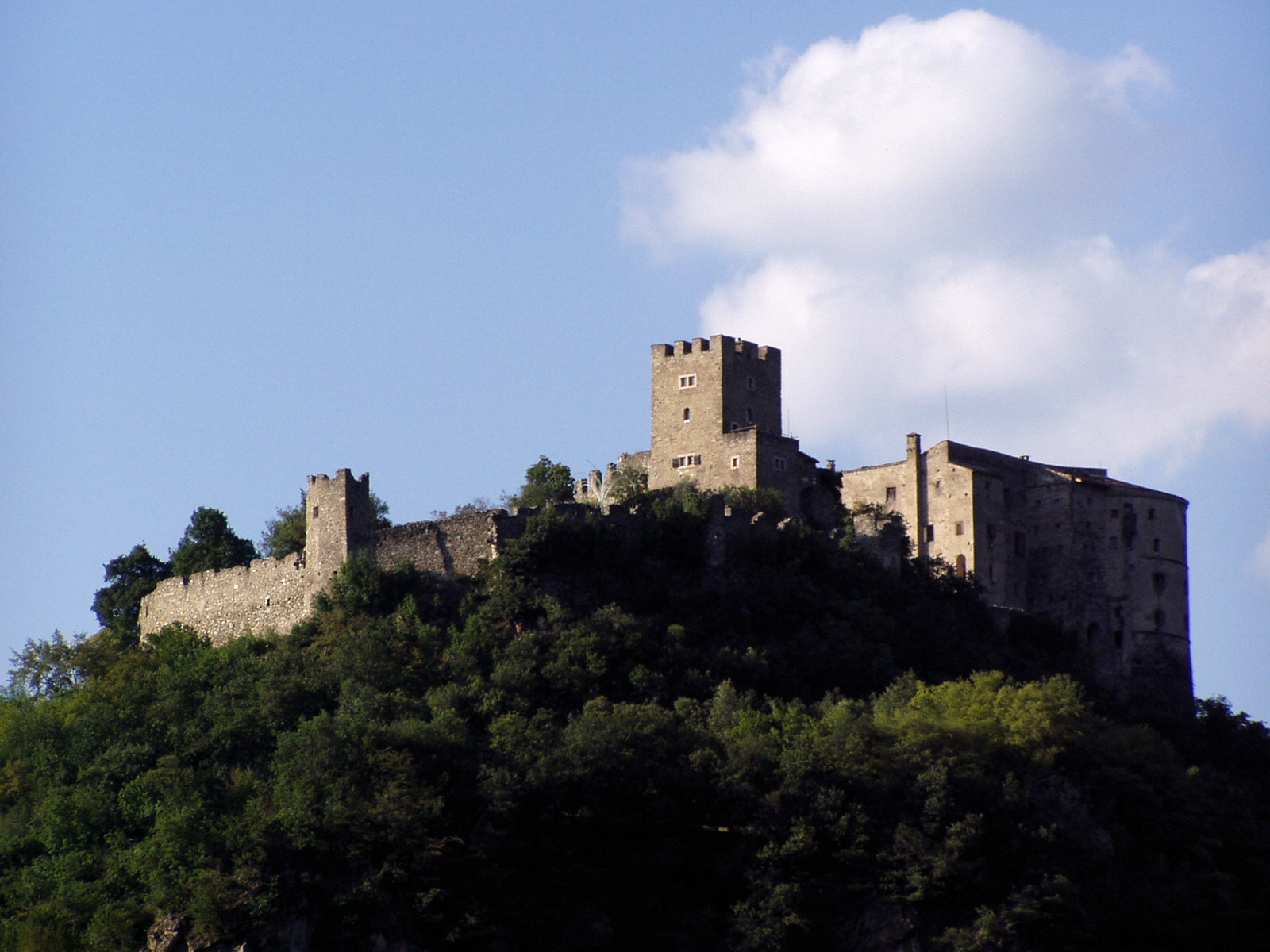
Castel Pergine

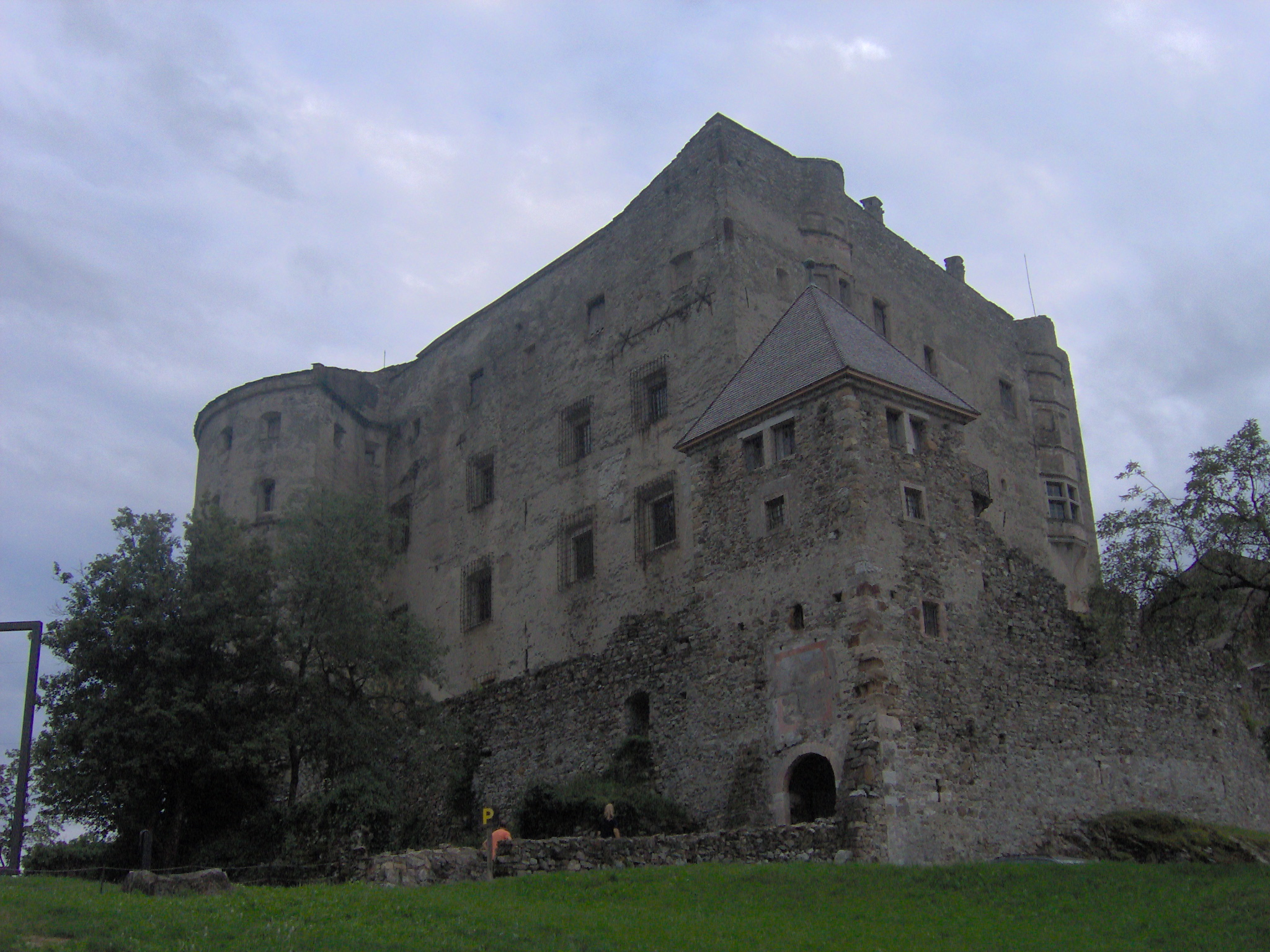
Castel Pergine - Il mastio del castello, la parte più antica del castello

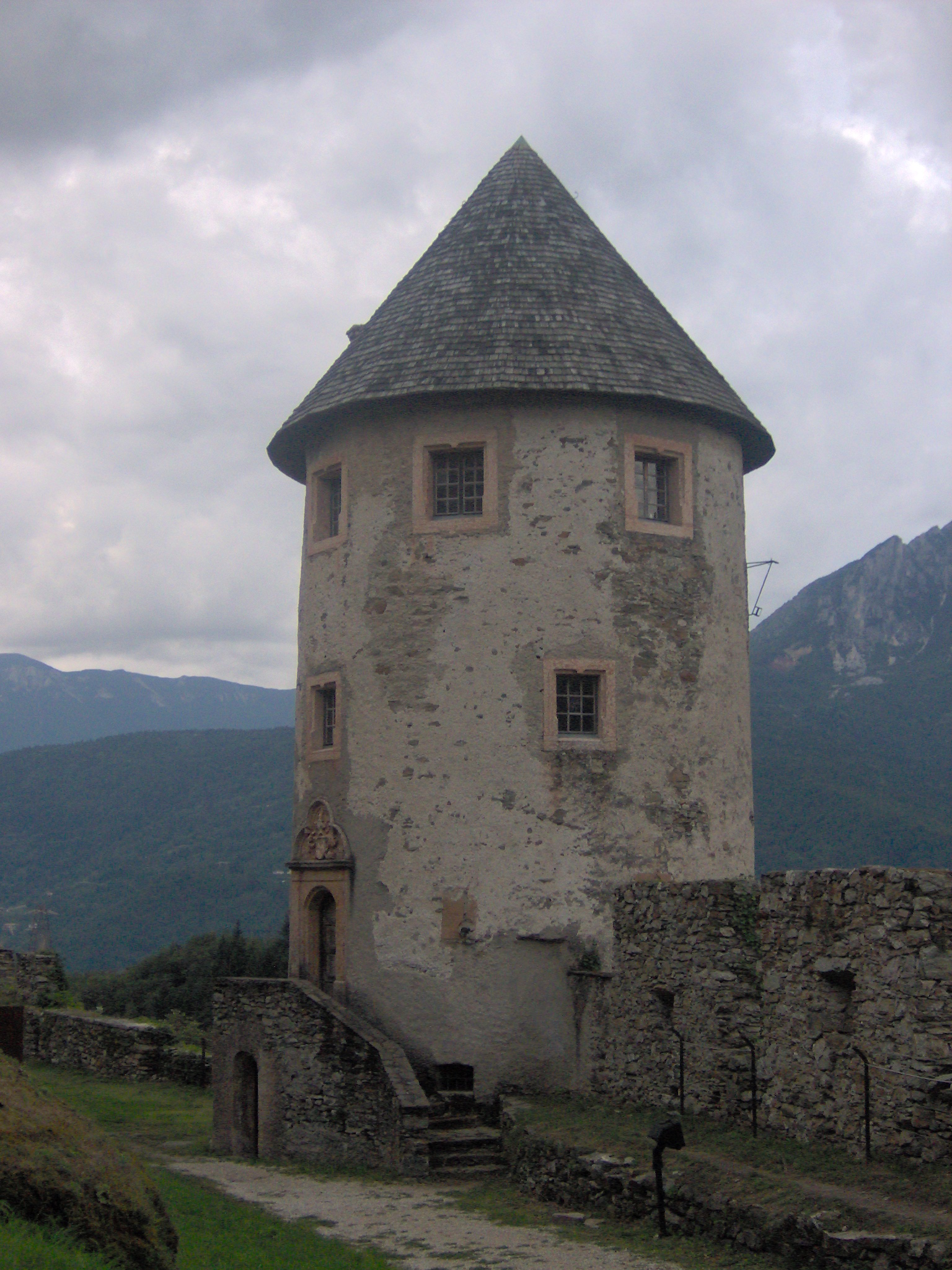
Una delle torri di cinta

Dopo la caduta dell'Impero romano d'Occidente Pergine divenne parte del ducato longobardo di Trento, fino alla dominazione dei Franchi.
Si può parlare con sicurezza di Pergine come centro urbano, però, solo nel Medioevo, quando il 26 febbraio 845 appare per la prima volta in un documento il nome del paese; e quando il 13 luglio 1183 venne creata la comunità di Pergine e la chiesa pievana.
Nel 1027 nasceva il Principato vescovile di Trento di cui facevano parte anche i territori del perginese. Ecclesiasticamente però era compreso nella diocesi di Feltre fino alla riforma dei confini diocesani del 1786 quando passò sotto la giurisdizione della diocesi di Trento.
Nel 1347-49 Pergine faceva ancora parte del principato Vescovile di Trento, ma i principi-vescovi non poterono prendere possesso di questa sede perché i Tirolesi, vantando dei diritti, volevano appropriarsene.
Si chiese quindi aiuto ai Signori di Padova che presidiarono il castello di Pergine. I conti del Tirolo però non tardarono a rispondere e assediarono il castello di Pergine. Tutto finì il 9 ottobre 1356 con la firma della Pace che sanciva il passaggio di questo territorio ai Tirolesi.
In quest'epoca il territorio del perginese era diviso amministrativamente in sette gastaldie: Pergine con Zivignago, Valar, Valderban e Masetti; Madrano con Vigalzano e Nogaré; Viarago con Serso, Canezza, Portolo, Mala e Sant'Orsola; Frassilongo con Roveda; Vignola con Falesina, Ischia e Tenna; Castagné; Susà con Costasavina, Roncogno e Canale.

### Rinascimento
Nel 1525 Pergine fu protagonista di un'insurrezione contadina conosciuta con il nome di guerra rustica.
Nel XVI secolo Pergine era centro di una fiorente attività mineraria e sede dell'Ufficio Minerale, creato da Massimiliano d'Asburgo.
Nel 1531 Pergine, insieme ad altri territori limitrofi, tornò a far par parte del Principato Vescovile di Trento. Questo accadde grazie ad un accordo tra il vescovo Bernardo Clesio e i conti del Tirolo. Questo accordo sanciva che i Tirolesi cedevano al Principato i diritti su questi territori, compreso Pergine. In cambio, però, ricevevano dal principe-vescovo i diritti sui territori di Bolzano.

### Dal XVIII secolo al XIX secolo
Nel 1786 la giurisdizione ecclesiastica di Pergine passò dalla diocesi di Feltre alla diocesi di Trento.
Nel 1807 vennero abolite le vecchie suddivisioni amministrative autonome e sostituite con i comuni. Nel 1815, dopo il periodo napoleonico, quello bavarese e quello del francese Regno d'Italia, Pergine, insieme all'ex Principato vescovile, passò nelle mani dell'Austria e venne aggregato alla provincia Tirolese.
Sempre nel corso dell'Ottocento si affermò l'industria serica che perse importanza prima della fine del secolo.
Nel territorio tirolese furono ipotizzati due manicomi: un primo si realizzò nel 1830 a Hall in Tirol presso Innsbruck da 75 posti letto, mentre un secondo doveva essere realizzato tra Trento e Rovereto per il Tirolo italiano. Dapprima nel 1850 il medico Francesco Saverio Proch, e successivamente nel 1864, monsignor Andrea Strosio di Rovereto sostennero la costruzione di una struttura trentina. Solamente il 12 ottobre 1874 questi appelli furono recepiti, e si iniziò a cercare il luogo migliore, e lo si trovò presso il maso San Pietro di Pergine il 17 aprile 1877. La sua costruzione fu affidata all’impresa edile di Cesare Scotoni di Trento, mentre gli ingegneri Karl Lindner e Alfredo Riccabona furono nominati rispettivamente direttore e ispettore dei lavori. La prima pietra fu posta il 20 marzo 1879 e utilizzando circa 330 operai il 19 settembre 1882 fu inaugurato. L'edificio aveva una pianta ad "E", e a fine secolo poteva ospitare 240 malati.
L'attuale via Tomaso Maier, era un tempo denominata "Contrada Taliana", in contrapposizione alla "Contrada Todesca" (via Cesare Battisti - Marcadel).
Questa denominazione fu adottata nel '500, e ricorda la presenza dei due distinti gruppi linguistici, italiano e tedesco, creatisi a seguito dell'attività mineraria (dal XV al XIX secolo) svolta nelle vicinanze.

### XX secolo
Durante la prima guerra mondiale (1914-1918) il manicomio divenne un ospedale militare, spostando i malati mentali in strutture più interne all'Impero. Nella frazione di Ciré si trovò invece l'aeroporto di Cirè, forse il più importante aeroporto militare della k.u.k. Luftfahrtruppen (Imperial-Regia Aviazione) in Trentino durante la Grande Guerra, dove operarono due famose squadriglie dell'I.R. Aviazione, la Flik 24 e la Flik 55J con tre dei più famosi assi della aviazione austro-ungarica: Josef von Maier e Julius Arigi nonché Josef Kiss. Finita la guerra, Pergine entrò a far parte del Regno d'Italia, creato dai Savoia, fino ad allora era sotto il dominio (insieme a tutta la regione) dell'Impero austro-ungarico.
Nel 1928 13 comuni furono annessi a quello di Pergine creando un nuovo comune: Pergine Valsugana.
Durante la seconda guerra mondiale (1939-1945) Pergine Valsugana fu occupata dai tedeschi. La legge n. 124124, del 21 agosto 1939, in materia di opzioni e dai successivi accordi italo-tedeschi sul cambio di cittadinanza, fece sì che il 26 maggio 1940 un convoglio formato da 299 malati di origine e lingua tedesca residenti o domiciliati a Pergine partirono in direzione dell'Ospedale psichiatrico di Zwiefalten in Germania, e da lì smistati fra gli ospedali di Schussenried e Weissenau, dove anche a causa del programma di purificazione della razza denominato Aktion T4, molti trovarono la morte.
La cittadina fu liberata dalle truppe alleate al termine del conflitto.
Nel 1955 si staccarono dal comune le cittadine di Vignola e Falesina creando la conformazione attuale del comune.
Sempre nella storia recente di Pergine assunse massima importanza la presenza dell'ospedale psichiatrico, costruito durante il periodo austro-ungarico per i pazienti di lingua italiana del Tirolo e poi divenuto l'ospedale psichiatrico della regione Trentino-Alto Adige. La sua importanza da un punto di vista economico e sociale si accrebbe, fino a raggiungere negli anni settanta 2 500 pazienti e 1 200 dipendenti. La sua importanza e le sue dimensioni andarono esaurendosi dopo la legge Basaglia (1978). La memoria dell'Ospedale Psichiatrico viene tenuta viva dal festival Sentieri Paralleli, organizzato dall'associazione EXOP (ex ospedale psichiatrico).

### Simboli

Lo stemma di Pergine Valsugana con gli ornamenti da comune secondo la disciplina araldica nazionale

Lo stemma e il gonfalone sono stati approvati con D.G.P. dell'11 aprile 1986, n. 2564.
Stemma
La parte superiore rappresenta la lettera P, iniziale del nome del paese. La parte sottostante, invece, rappresenta il torrente Fersina (striscia blu) circondato dalle sue sponde (strisce verdi).
Gonfalone

## Monumenti e luoghi d'interesse

### Architetture religiose

#### Chiese

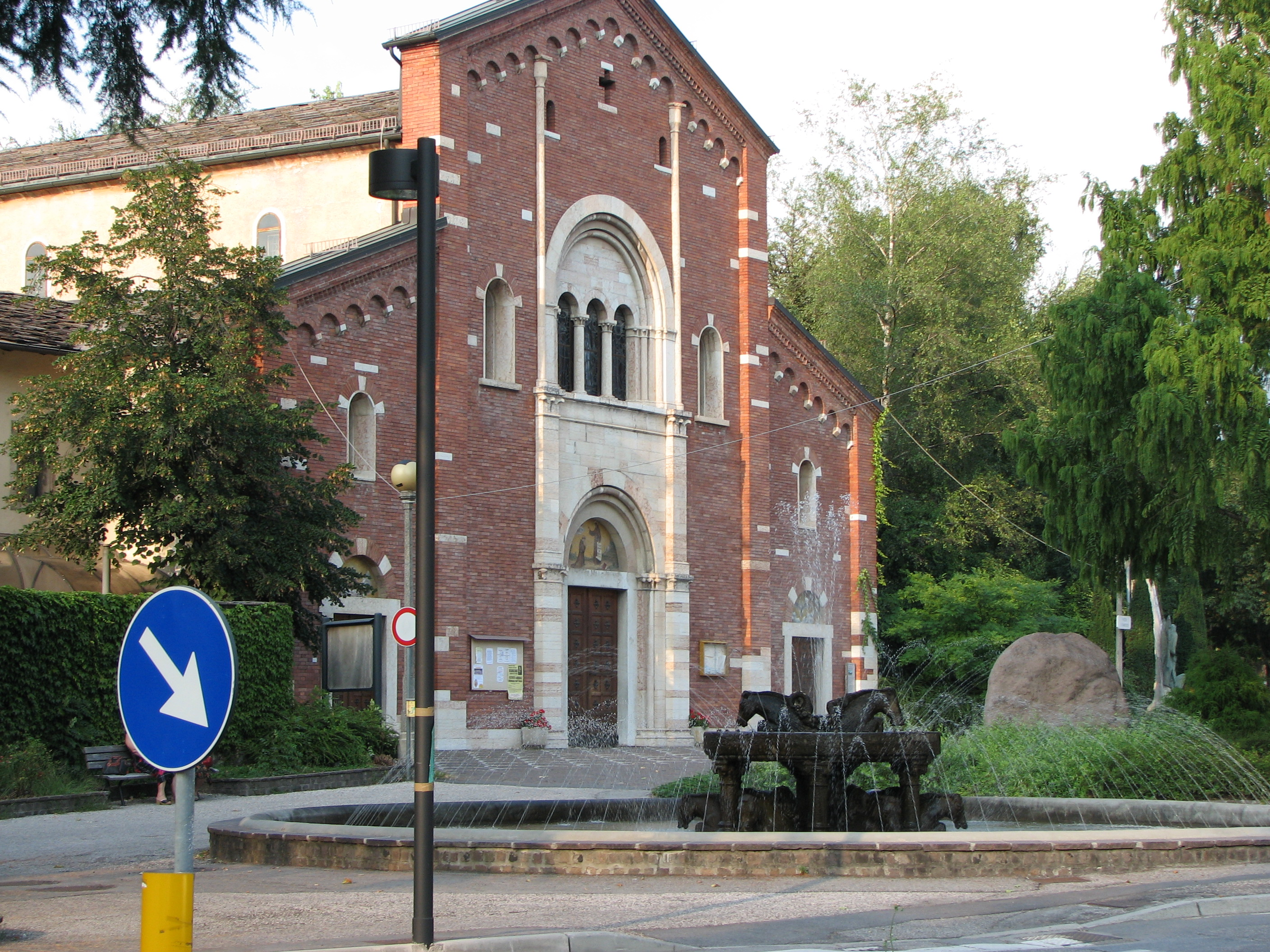
Chiesa dei padri Francescani con fontana Saliente, sullo sfondo a destra si può notare il monumento ai caduti

- Chiesa conventuale del Santissimo Redentore che risale al XVII secolo ed è stata ricostruita nel 1905. La facciata ricorda quella della chiesa di San Babila a Milano. Questa chiesa sostituì quella costruita nel 1606, dedicata a San Francesco d'Assisi.
- Chiesa parrocchiale della Natività di Maria. Il concerto di campane della chiesa della Natività di Maria è stato oggetto di un accurato ed efficace intervento di restauro. La campana maggiore è una fusione realizzata nel 1818 dal fonditore Chiappani di Trento, mentre la campana "dell'Agonia" fu fusa a Bressanone nel 1734 dal rinomato fonditore Grassmayr. Le altre 7 campane sono state ripristinate dopo la prima guerra mondiale dalla fonderia Colbachini di Padova.[14]
- Chiesa di San Carlo, nel 1339 dedicata a San Nicolò, fu ricostruita nel 1615 e dedicata a San Carlo, ai tempi sede dei Confratelli della Buona Morte.
- Chiesa di Sant'Antonio Abate, edificata nel 1490 sopra i resti di una più antica che si ritiene risalisse al 1089. Nel 1797 le ossa del vicino cimitero furono raccolte e depositate in questa antica chiesa che venne murata; da allora è agibile solo la costruzione del 1490. Per molto tempo la chiesa venne chiamata "chiesa delle Anime".
- Chiesa di Sant'Elisabetta, edificata nel 1633 e dedicata a Santa Elisabetta, regina del Portogallo. Per molto tempo al suo interno si celebrava la messa per gli alunni della vicina scuola.
- Chiesa di San Rocco, eretta nel 1631 dopo che Pergine era stata risparmiata da un'epidemia di peste.
- Chiesa di San Rocco nella frazione di Canezza
- Chiesa della Madonna di Loreto, nella frazione di Zivignago.
- Chiesa di San Pietro di Alcantara, nella frazione di Vigalzano.
- Chiesa dei Santi Fabiano e Sebastiano, nella frazione di Viarago.
- Chiesa della Decollazione di San Giovanni Battista, nella frazione di Madrano.
- Chiesa della Madonna della Neve, nella frazione di Buss.
- Chiesa della Visitazione di Maria, nella frazione di Canzolino.
- Chiesa di San Giovanni Nepomuceno, nella frazione di Serso.
- Chiesa di San Giuseppe, nella frazione di Nogaré
- Chiesa di San Cristoforo, nella frazione di San Cristoforo al Lago.
- Chiesa di San Giovanni Battista, nella frazione di Canale.
- Chiesa di San Martino, nella frazione di Costasavina.
- Chiesa di San Floriano, nella frazione di Susà.
- Chiesa di Santo Stefano, nella frazione di Ischia
- Chiesa di San Vito, nella frazione di San Vito.
- Chiesa di Santa Caterina nella frazione di Santa Caterina
- Chiesa di Santa Caterina nella località di Riposo
- Chiesa di Sant'Antonio, nella frazione di Masetti di Pergine.
- Chiesa e casa Apostolica degli Artigianelli Pavoniani, di carattere moderno domina la vallata di Pergine da una posizione collinare presso la frazione di Susà.
- Antica chiesa di Santa Margherita, costruita prima del 1247, era centro di riferimento spirituale per il vicino ospedale di Santo Spirito (edificio del XV secolo), andato in rovina e ormai abbattuto. È ora sede di un bar.

#### Cappelle
- Cappella del S. Crocefisso, edificata nel 1655 per ospitare un crocefisso già esistente, ormai sostituito da un crocefisso ligneo dell'Ottocento. Si trova all'angolo tra viale Dante e via Rosmini.
- Cappella a Sant'Antonio, eretto nel 1922, si trova in via Cimirlo in località Fornaci, lungo la strada per arrivare alla frazione di Roncogno. Da non confondersi con quella che si trova nella frazione di Valcanover, la quale ricorda più una chiesetta di piccole dimensioni, che una cappella.

#### Croci
- Croce monumentale del Tegazzo, alta 3-4 metri, marmorea e innalzata nel 1900, domina la vallata di Pergine dalla collina adiacente a quella dove sorge il castello.

Croci di marmo come quella del Tegazzo, ma più piccole, si trovano:
- nelle campagne, come quelle attorno a località Fornaci. Una si trova a ovest delle Fornaci per andare verso Costasavina, l'altra a nord per andare verso Roncogno.
- in posizione collinare, come quella sul croz del Ciùs nel quale è stata scavata una piccola galleria per arrivare a Canezza.

#### Capitelli Votivi

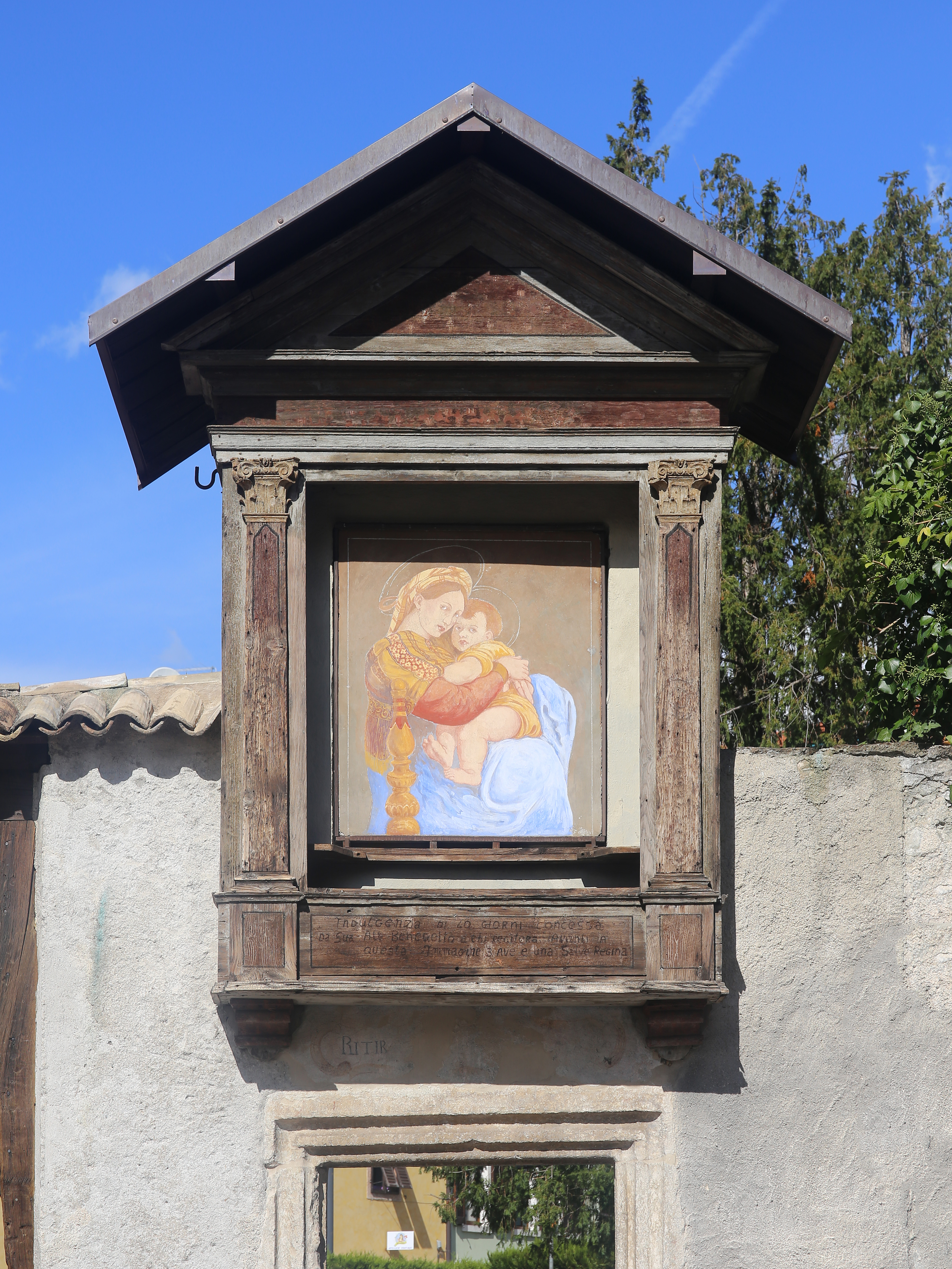
Capitello dei Cerri

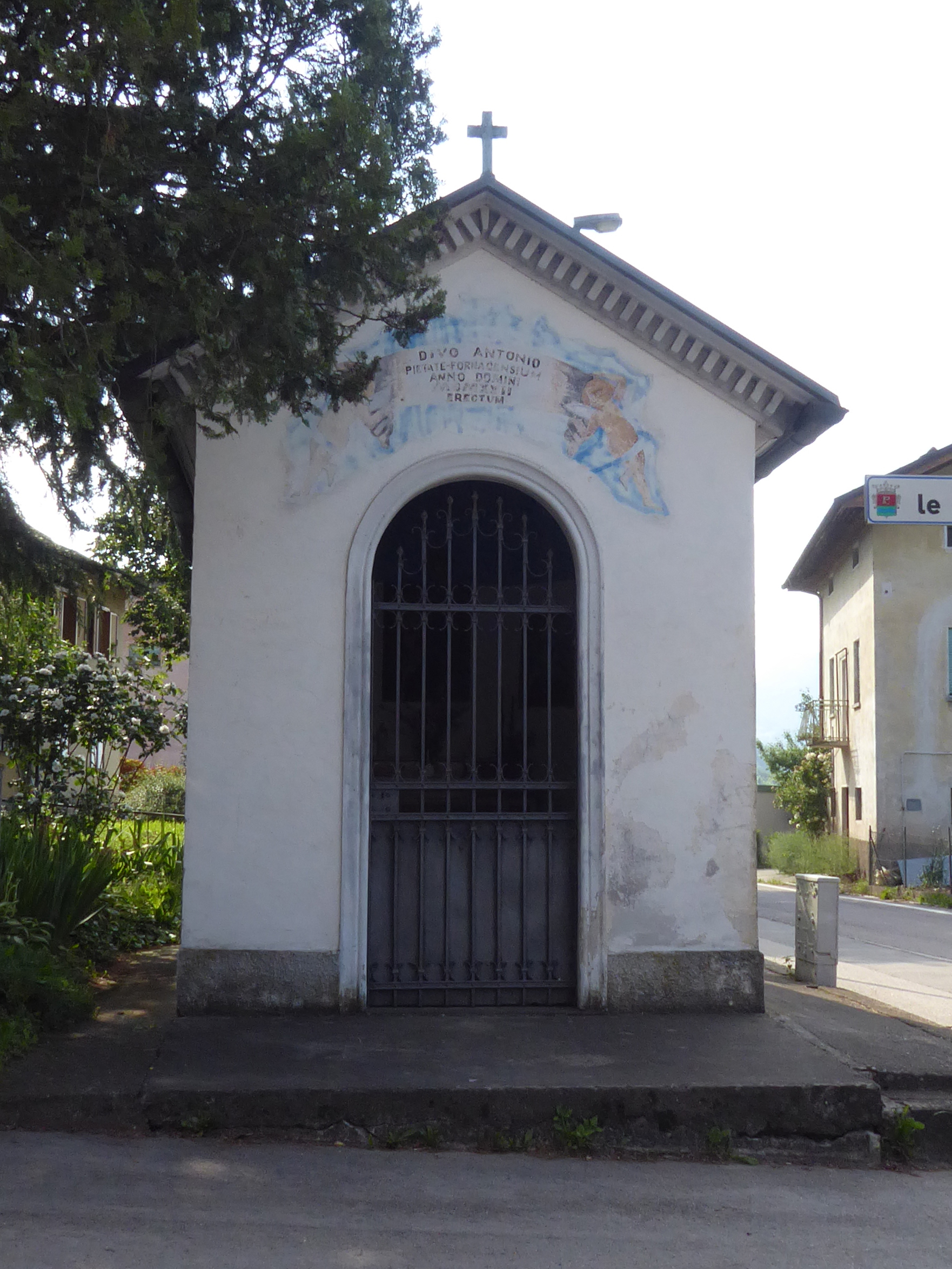
Capitello votivo di Fornaci

- Capitello dei Cerri, il capitello, posto nei pressi del Municipio, contiene un affresco della Madonna della Seggiola.
- Capitello votivo alla Madonna di Lourdes, eretto come Ex voto nel 1855 contro il colera, contiene una piccola statua della Madonna con le braccia aperte in segno di accoglienza. Si trova dietro il castello presso la strada che va dai Masetti a Zivignago.
- Capitello votivo con crocefisso di Viale Dante, all'interno si trova un piccolo crocefisso di legno attaccato alla sua parete posteriore. Si trova in Viale Dante all'angolo con via Amstetten.
- Capitello votivo alla Vergine Maria, sopra via Maier sulla strada per andare al Tegazzo.
- Capitello votivo al crocefisso senza braccia, si trova lungo la ciclabile che va dai Paludi fino a S. Cristoforo. Rappresenta un Cristo crocefisso senza braccia per ricordare che ha bisogno delle nostre braccia per operare nel mondo.
- Capitello votivo alla Sacra Famiglia, si trova in via dell'Angi che porta da Pergine a Canale.
- Capitello votivo a S. Antonio, si trova sulla strada che porta da Pergine a Costasavina.
- Capitello votivo con Crocefisso di Via Vigolana, si trova tra via Vigolana e la strada che porta a Susà.
- Capitello votivo della Madonna con bambino, si trova lungo la strada che porta da Pergine a Brazzaniga. All'interno è dipinta una Madonna con bambino.
- Capitello votivo con crocefisso sulla strada per Levico, si trova all'inizio della strada per Levico, nei pressi del ponte. All'interno è posto il dipinto un Cristo crocefisso.
- Capitello votivo con crocefisso all'ingresso di Zivignago, si trova all'incrocio con via spolverine, via lagorai e via al bersaglio, all'ingresso della frazione.

Capitelli votivi sono inoltre sparsi per le frazioni e le località di Pergine.

#### Altri edifici
- Oratorio Parrocchiale Don Bosco, edificio del 1882, tuttora sede dell'oratorio parrocchiale; notevole la campana situata in sommità dell'edificio. Nell'oratorio si trova anche un teatro-cinema.
- Provvidenza, costruito nel 1923, ai tempi sede del ricreatorio parrocchiale femminile, ora sede degli Scout di Pergine (Associazione: Scout d'Europa FSE)

### Architetture civili

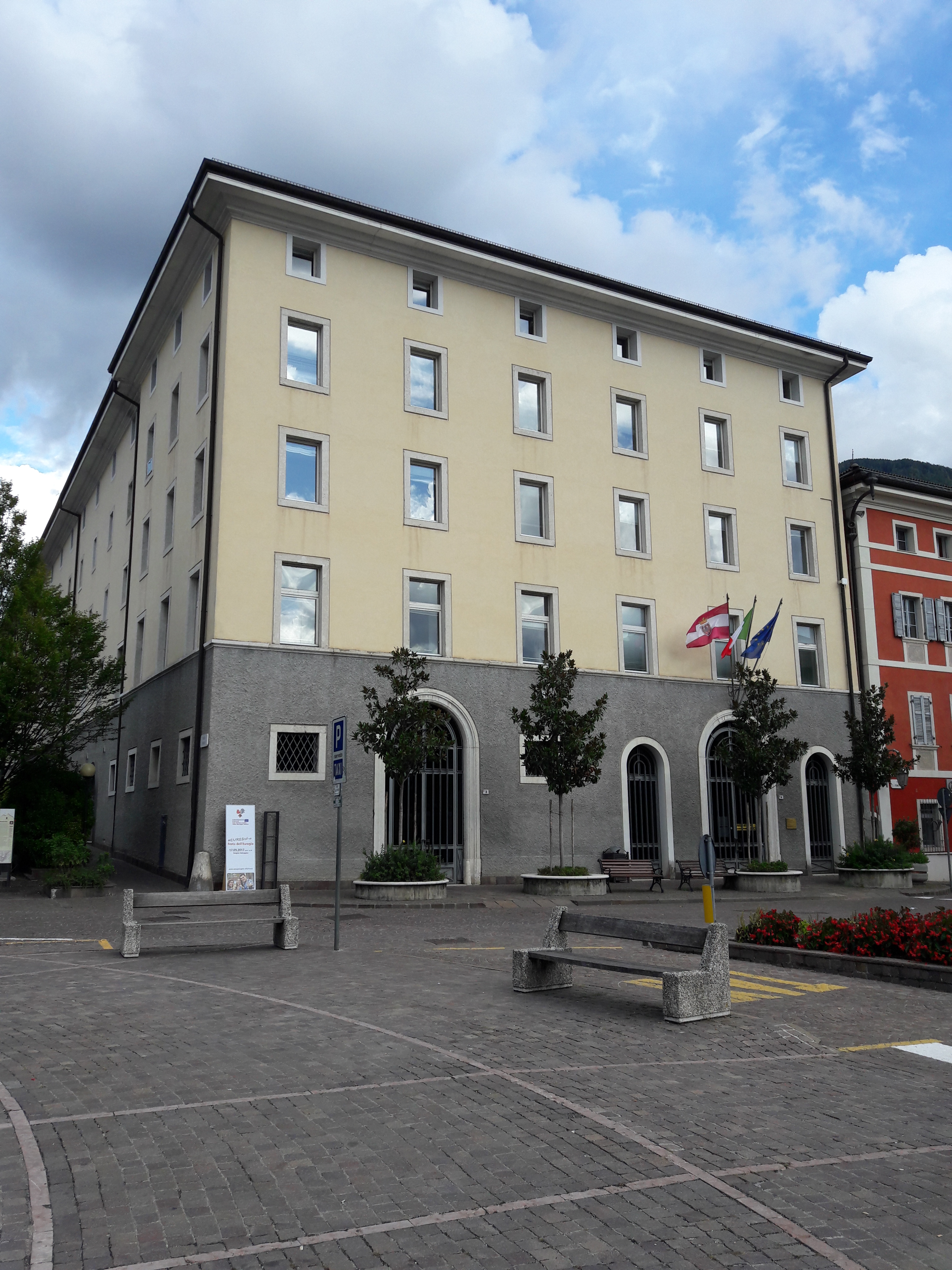
Ex filanda Chimelli

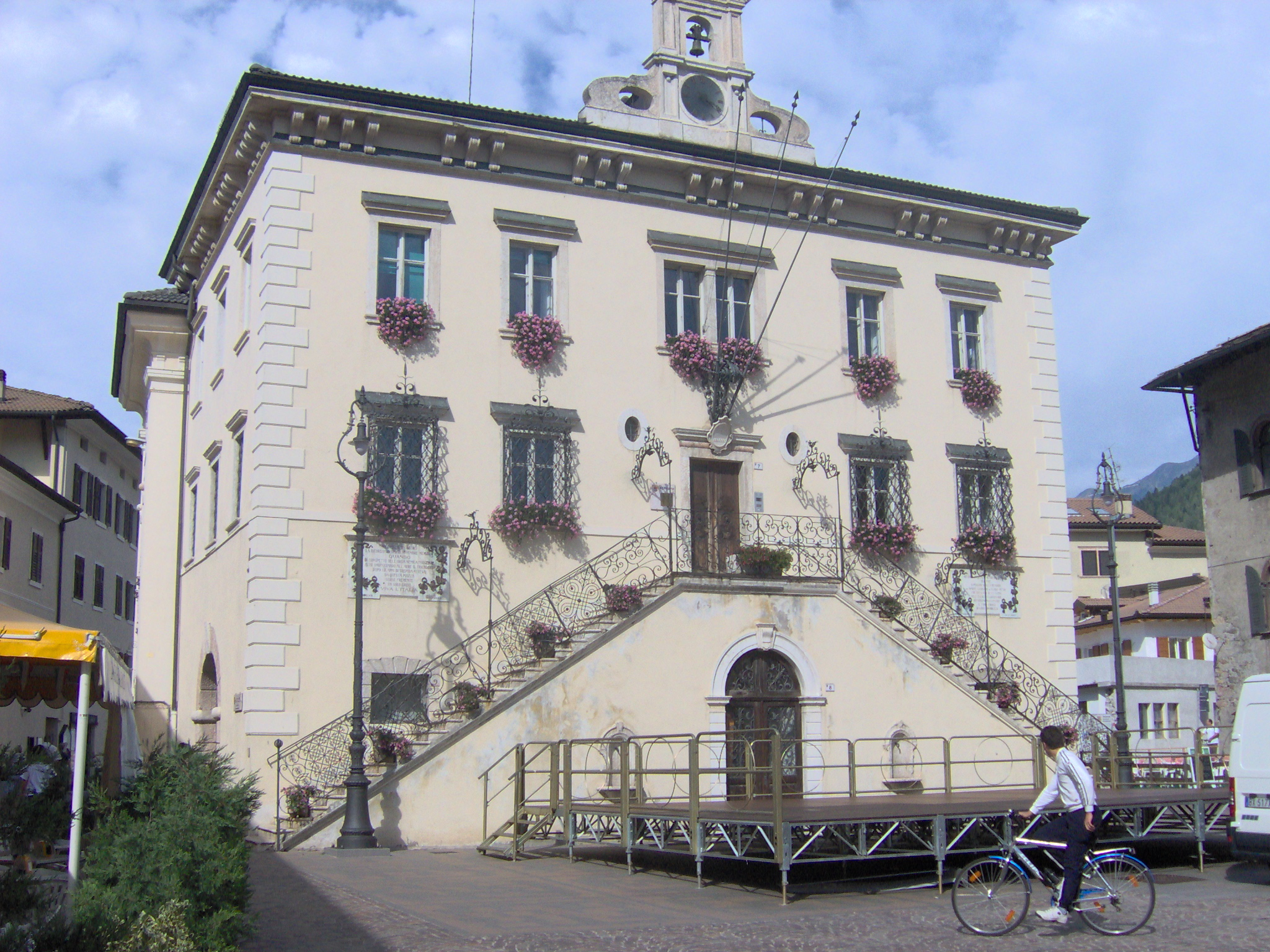
Il Municipio

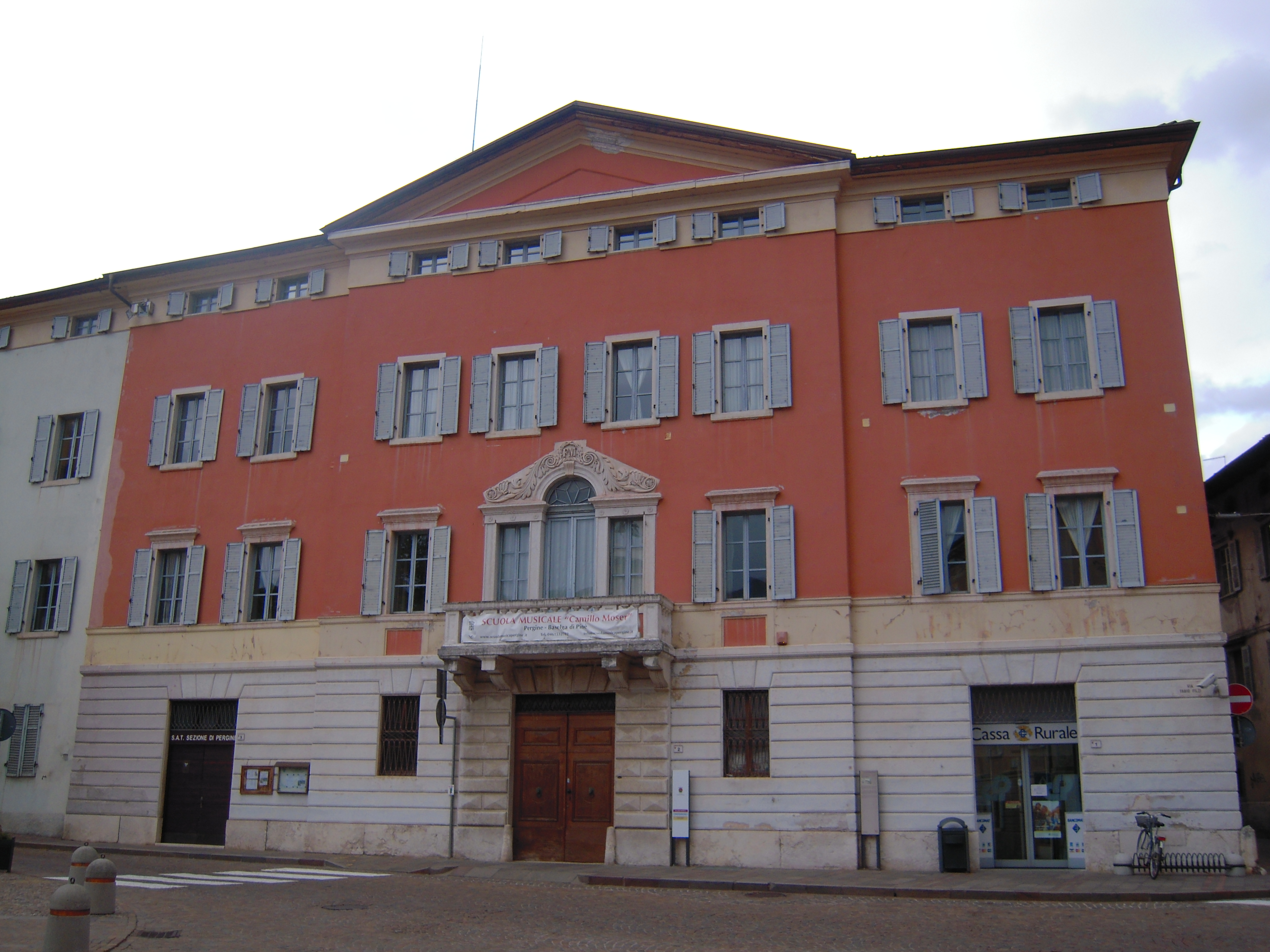
Palazzo Montel

#### Palazzi e edifici
- Ex Filanda Chimelli, costruita nel 1832 e ora sede di uffici comunali e della Comunità Alta Valsugana e Bersnstol. Notevole la ciminiera adiacente.
- Palazzo Tomelin, del periodo seicentesco, fu la sede del quartier generale di Giacomo Medici che guidò la spedizione italiana durante la terza guerra d'indipendenza. Ora è sede della Cassa Rurale di Pergine.
- Municipio, del 1697, inizialmente di un solo piano, venne sopraelevato nel 1786 dopo un incendio. Sulla sommità dell'edificio vi sono una campana e un orologio.
- Ex-albergo Cavalletto, del periodo cinquecentesco, è stato sede di un albergo, di un'osteria e di una stazione di cambio dei cavalli.
- Palazzo Gramatica; il suo nome è quello della famiglia che lo possedeva nel XIX secolo.
- Palazzo a Prato, del XVI secolo.
- Palazzo Gentili-Crivelli, del 1500, con un ampio porticato.
- Palazzo Hippoliti, della fine del XV secolo.
- Palazzo Montel, ristrutturato e adibito a casa signorile nel 1847, ora sede di altre attività.
- Edificio Canopi, in passato sede della Corporazione dei Canopi, i minatori che lavoravano nelle miniere d'argento, rame e piombo del Perginese.
- Palazzo Cerra, del XV secolo.

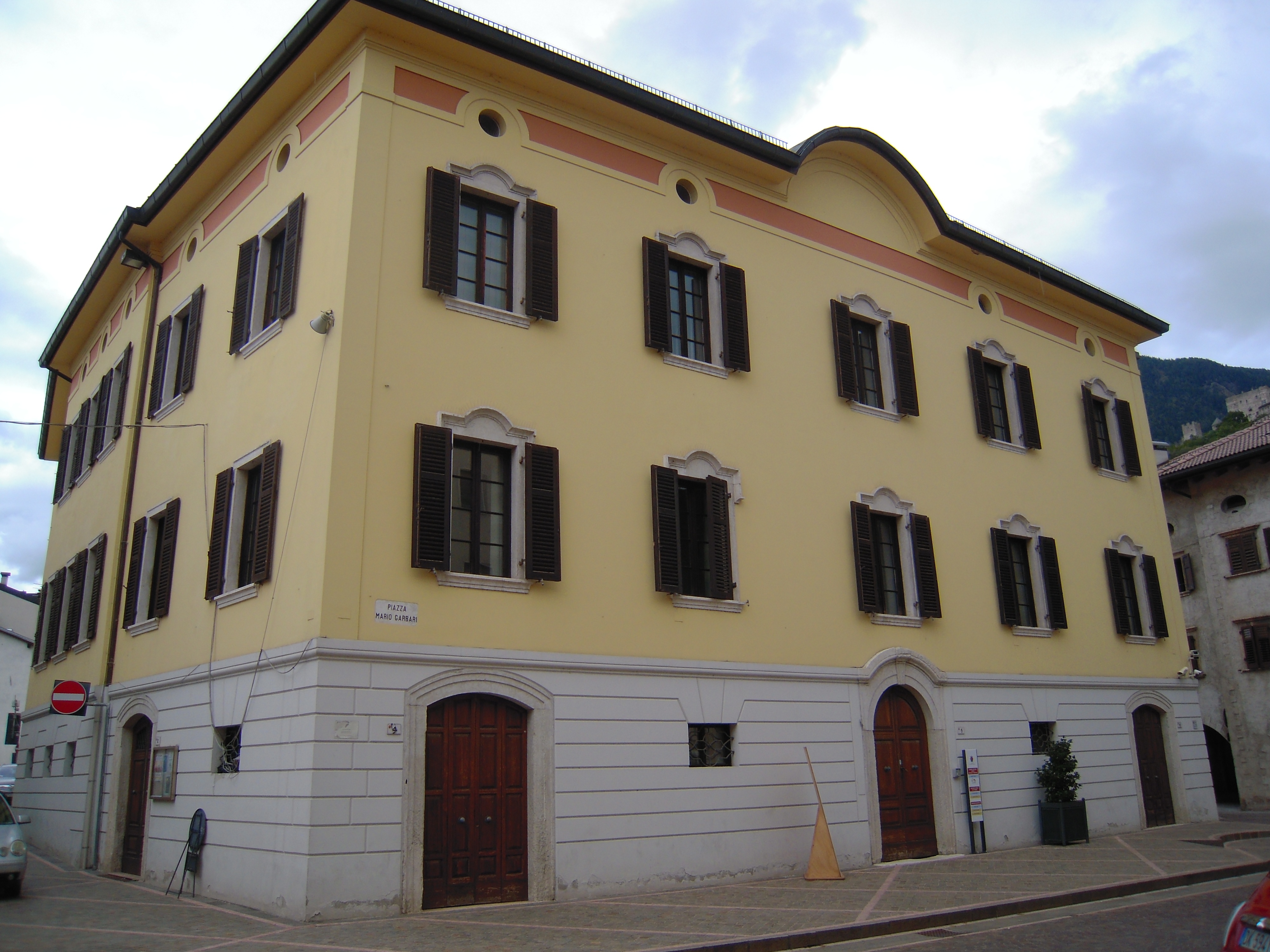
Palazzo Cerra

- Antico hotel Posta, della fine dell'Ottocento; il nome ricorda l'antico uso di questo edificio: hotel e rimessa di cambio-cavalli per uso postale. Fu anche Albergo Voltolini, fino ai primi del '900, dovuto al cognome della famiglia proprietaria. Ora adibito a ristorante e banca.
- Macello, costruito alla fine dell'Ottocento; un tempo usato per macellare il bestiame, ora sede della biblioteca comunale di Pergine e di sale comunali.
- Asilo infantile G.B. Chimelli, costruito alla fine dell'Ottocento, tuttora adibito a tale scopo.
- Villa Rosa, interessante villa del 1912 situata in posizione collinare presso la frazione di Vigalzano, ex presidio ospedaliero destinato alla riabilitazione (fisioterapia).
- Villa Perini, nei pressi dei Montesei di Serso.
- Villa Romanese, vistosa villa a sud di Pergine, in posizione elevata, nei pressi della frazione di San Cristoforo.
- Villa Graziadei, villa sul lago presso la frazione di San Cristoforo.
- Istituto di istruzione "Marie Curie", un tempo manicomio, ora sede di scuole superiori come liceo scientifico e liceo delle scienze sociali.
- La residenza di Alessia Eccher, unica esponente ancora in vita della nobilità austro-ungarica perginese.

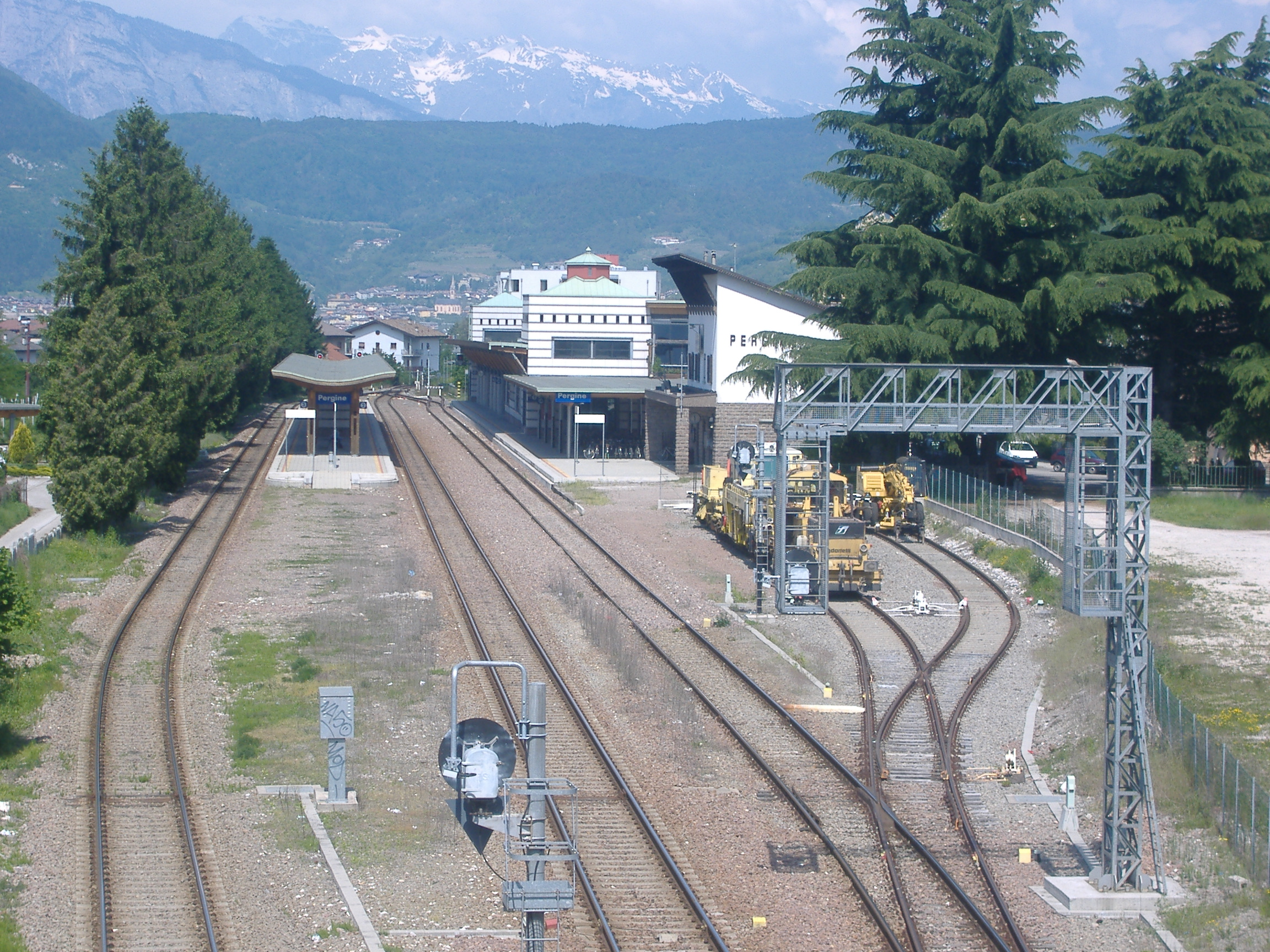
Centro intermodale di Pergine, stazione ferroviaria. Le fermate degli autobus si trovano sul retro dell'edificio. A fianco del Centro Intermodale si può notare la vecchia stazione

- Centro Intermodale, di recente costruzione (2006), è sia la stazione dei treni della città, che la stazione degli autobus urbani ed extraurbani. È stato costruito a fianco del vecchio edificio della stazione.
- Teatro Comunale, completato nel 2013 al posto dell'ex caserma dei Vigili urbani e ancor prima dei vigili del fuoco. In questo posto in passato sorgeva il cinema della città. Il teatro inaugurato nel settembre del 2013 ha una capienza di 498 spettatori ed è gestito dalla compagnia teatrale ariaTeatro.

Nel centro storico di Pergine e nelle immediate vicinanze sono presenti inoltre numerosi edifici rinascimentali, settecenteschi e ottocenteschi adibiti ad uso abitativo.

#### Luoghi e vie

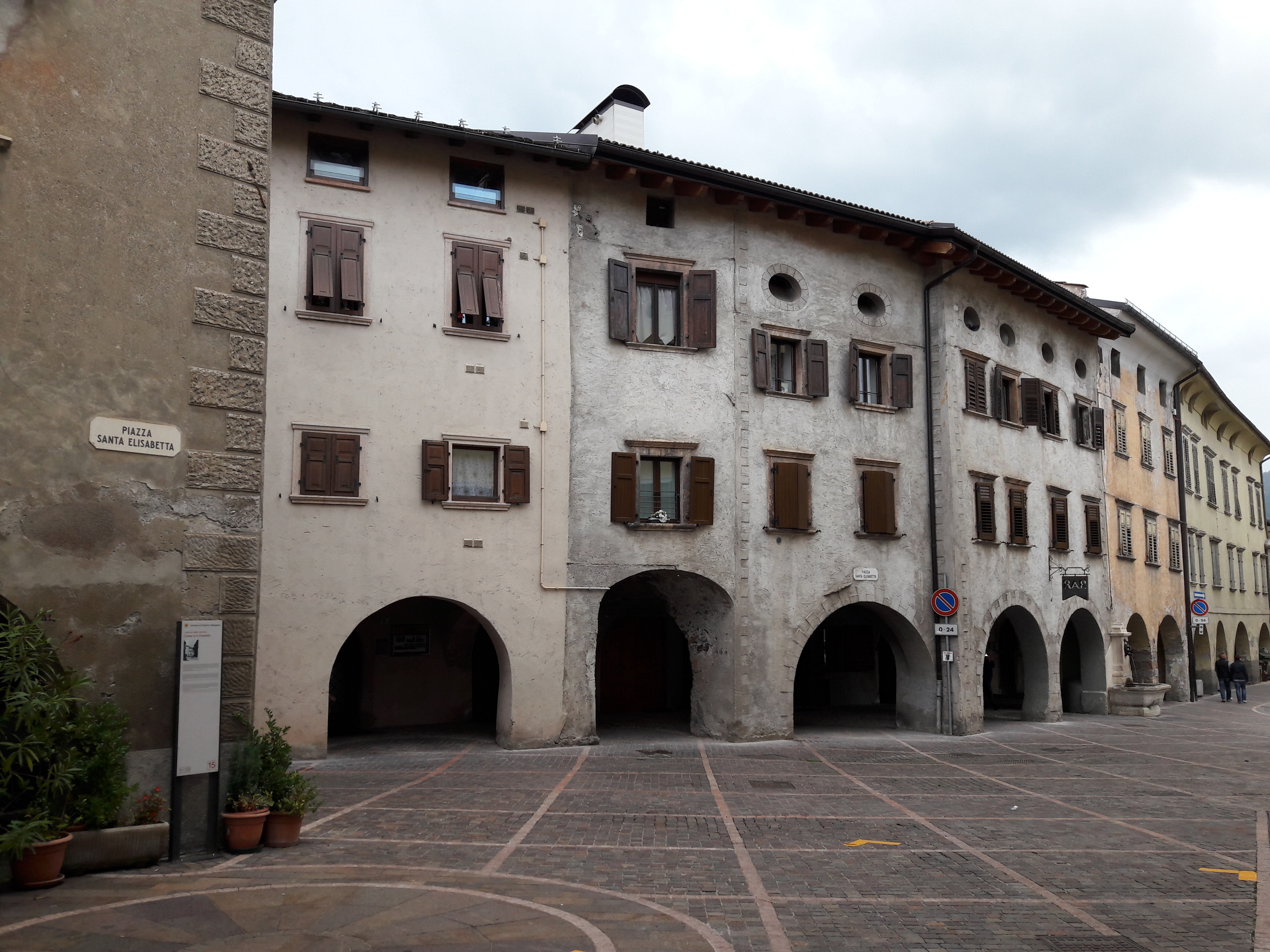
Portici di via Maier

- Via Pennell'ai tempi quartiere di Borgo nuovo, questo nome è dovuto alla sua posizione periferica rispetto al nucleo più antico della cittadina.
- Spiaz de le Oche, il nome deriva dal fatto che in passato questa piazza era adibita a uso agricolo e al pascolo del bestiame, già piazza Pacini.
- Via Maier ai tempi contrada 'Taliana perché abitata dal gruppo italiano del perginese, notevoli le case di stile rinascimentale.
- Marcadel, ai tempi contrada Tedesca perché abitata da famiglie tedesche e adibita a uso commerciale, ora via Cesare Battisti.

#### Monumenti

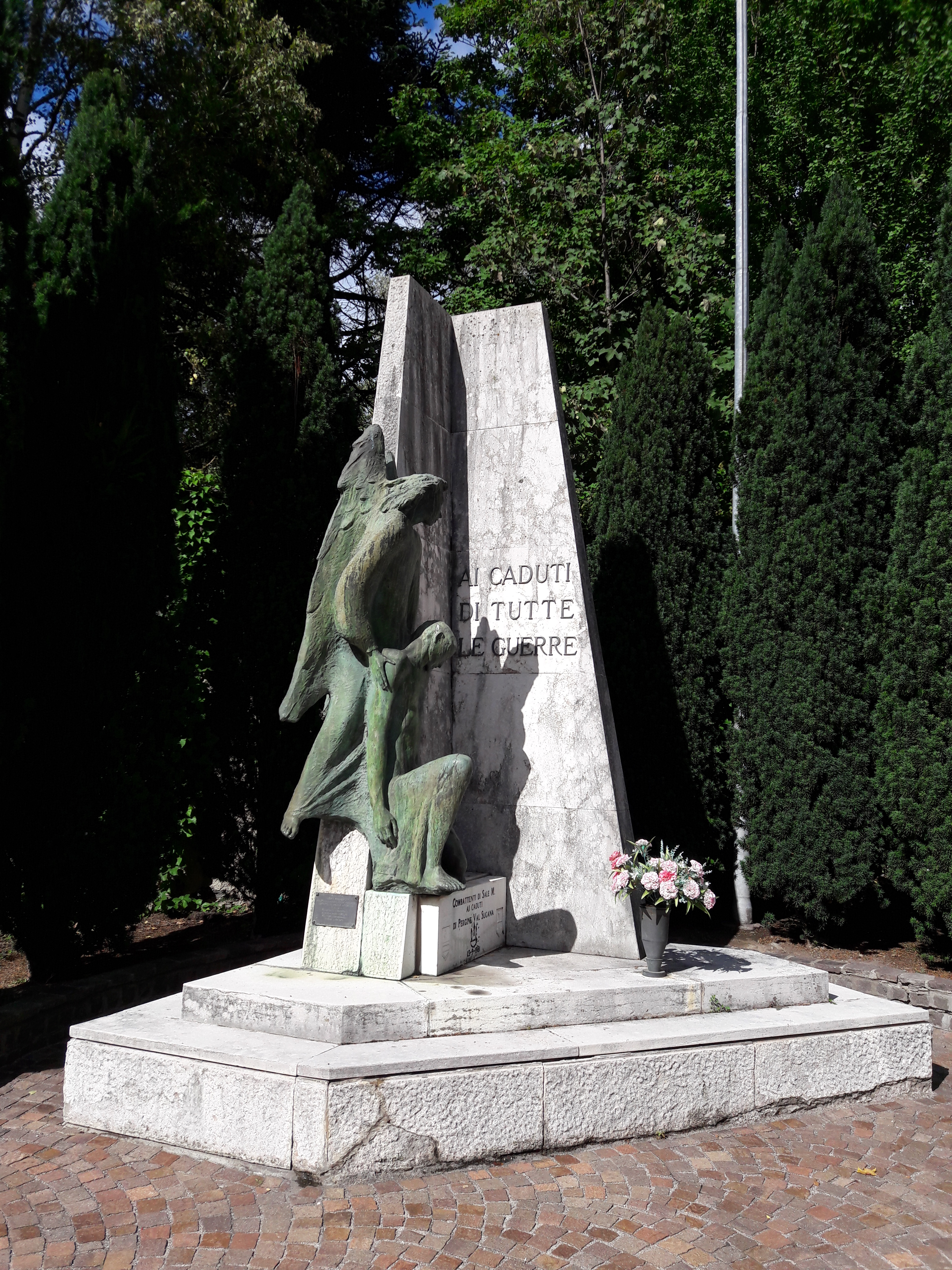
Monumento ai caduti di tutte le guerre

- Monumento ai caduti di tutte le guerre, edificato nel 1958 nelle vicinanze della chiesa dei Padri Francescani, raffigura un angelo che sostiene un corpo esanime.
- Monumento a Mons. Regensburger, nei pressi della chiesa della Natività di Maria, è una stele raffigurante un altorilievo di Regensburger e un'iscrizione.

#### Fontane

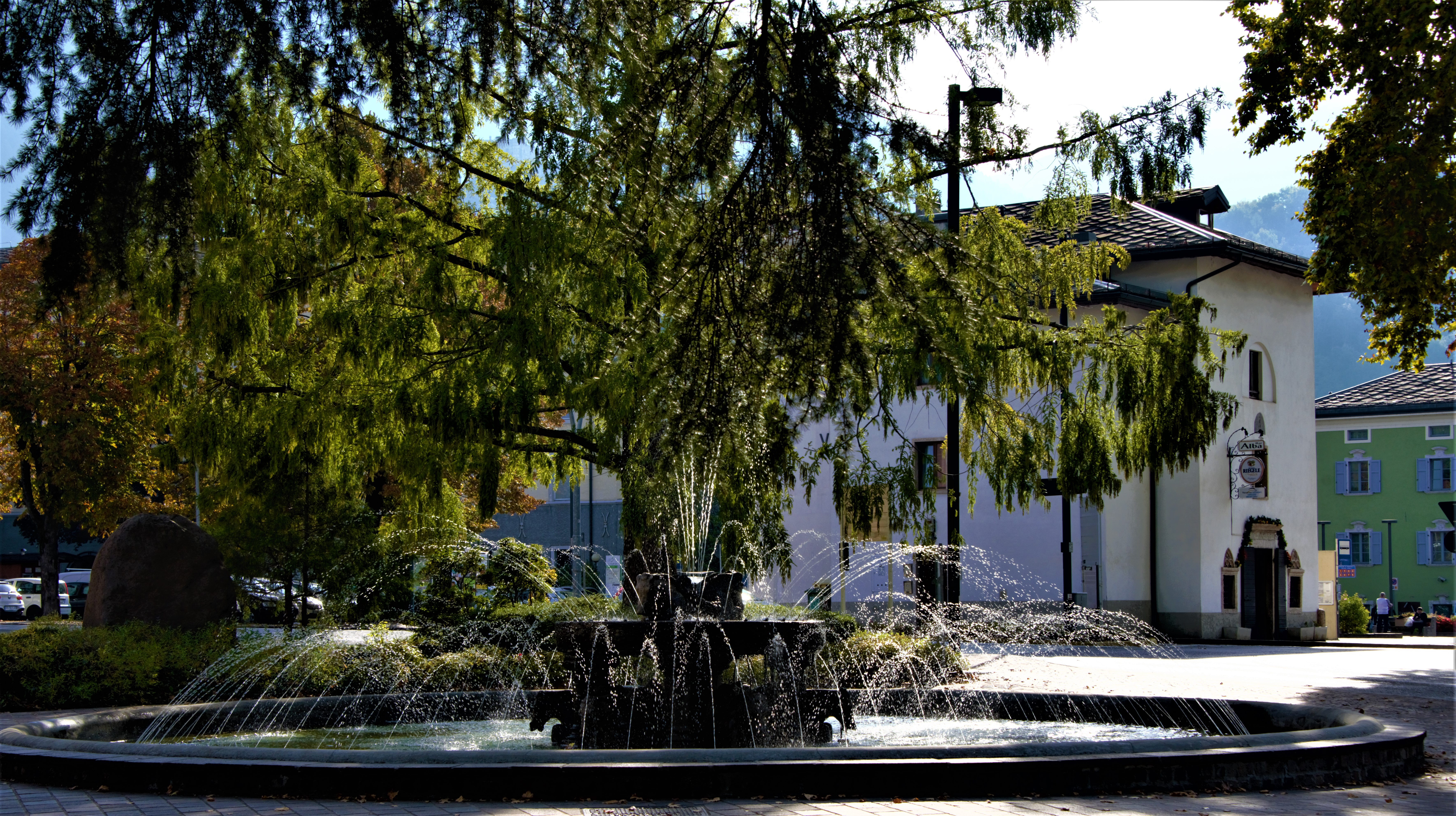
Fontana Saliente

- Fontana Saliente, con i celebri cavallucci marini, venne costruita nel 1924 nella piazza antistante il convento dei Padri Francescani.
- Fontana di piazza Garbari, appoggiata al palazzo Gentili-Crivelli, l'acqua zampilla da un tritone fino ad arrivare in una vasca sottostante.

Da ricordare anche l'ormai abbattuta fontana del Mercurio, quest'ultima era stata eretta all'ingresso del quartiere di Borgo nuovo.
Altre fontane di minor interesse artistico sono presenti nel perginese:
- Fontana della chiesa di San Carlo, sulla chiesa di San Carlo.
- Fontana del parco comunale, nel parco tra corso degli alpini e via Marconi.
- Fontana dello Spiaz de le Oche, nell'omonima piazza.
- Fontana in via Maier, su un edificio in fondo a via Maier.
- Fontana in via Bartolomei, nell'omonima via.
- Fontana in via Chimelli, nell'omonima via.

#### Ponti
È lecito supporre l'esistenza di un ponte di epoca romana, visto che la via militare che partiva da Altino e arrivava a Trento lungo la valsugana incontrava in questa zona il torrente Fersina. Questo ponte probabilmente si trovava all'altezza della chiusa di Canezza, al Croz del Ciùs. Di questo ponte però non è stata trovata traccia, né si sa se era di muratura, di legno o costruito con barche.
Durante il Medioevo i ponti sul Fersina erano una questione problematica, infatti erano dei piccoli ponti adatti al passaggio di persone a piedi o con piccoli carri, nei casi di alluvione questi piccoli ponti venivano spazzati via, l'attraversamento era possibile solo per i pedoni che scendevano sul letto del torrente tramite una rampa e giungevano all'altra riva tramite una passerella di fortuna. È probabile che solo il ponte che consentiva il collegamento a Trento era mantenuto nella maggior efficienza possibile; questo ponte si trovava dove ora si trova Ponte Regio.
Solo dal XX secolo furono costruiti ponti più efficienti, probabilmente edificati dove sorgevano quelli medioevali:
- ponte Regio - sulla strada che porta a Trento.
- ponte di Vigalzano - nei pressi dello stadio del ghiaccio e del nuovo campo da calcio.
- ponte di Serso - lungo la strada che sale a Serso.
- ponte del croz del Ciùs - a est di Pergine sulla strada che porta a Canezza, ai piedi del croz del Ciùs.
- ponte sulla statale - sulla strada statale della Valsugana che porta a Trento.

Inoltre si trovano dei ponti nelle frazioni di Pergine, i più importanti:
- Ponte di Canezza - sul Fersina nella frazione di Canezza.
- Ponte sul rio Vignola - sulla strada per Levico Terme.

Altri ponti permettono il passaggio sui numerosi rivi che si trovano nelle frazioni, ma per la loro descrizione si rimanda alle pagine delle relative frazioni.

### Architetture militari

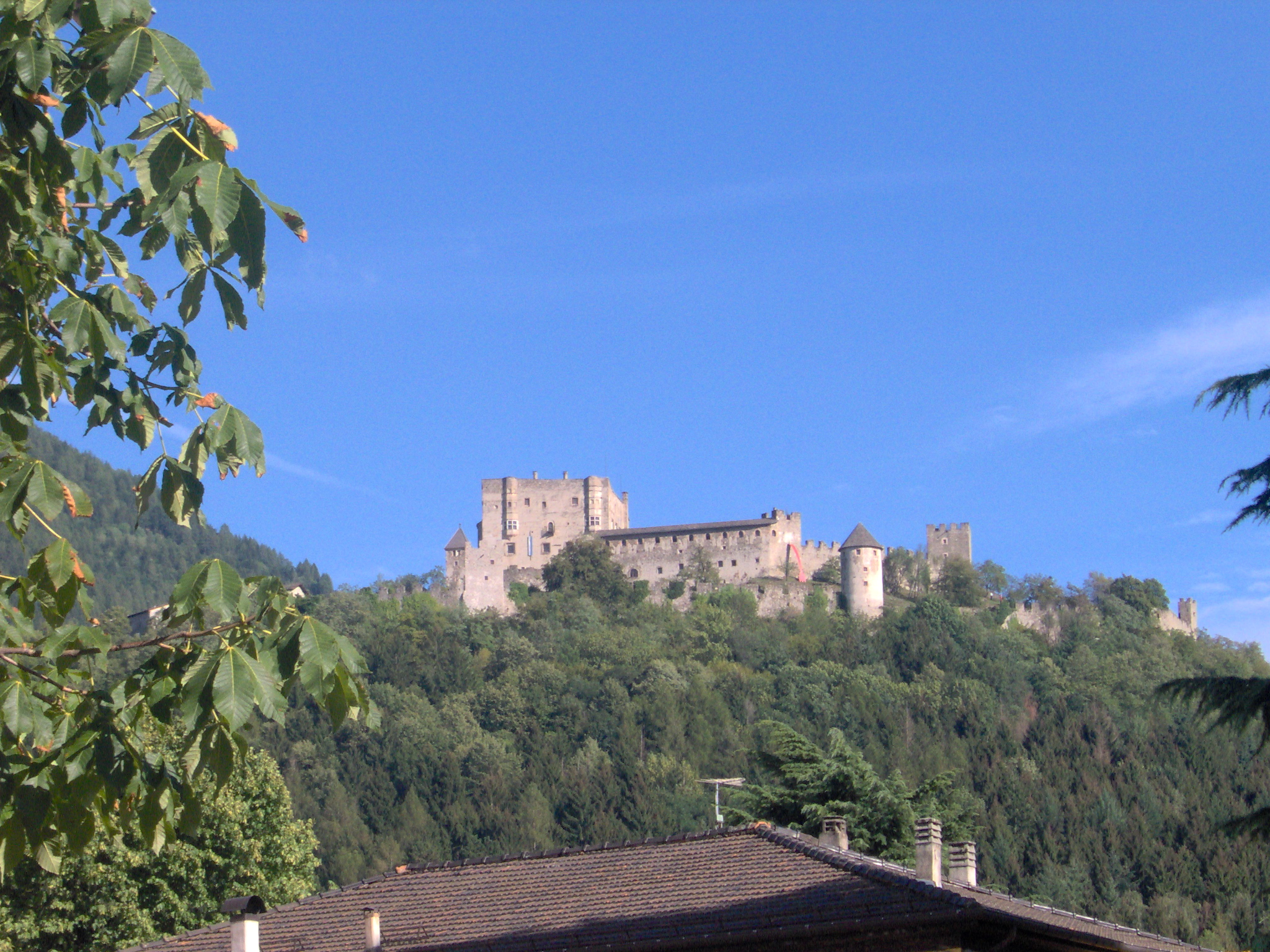
Castel Pergine

#### Castelli
- Castello di Pergine, di origine medioevale, fortificazione situata sulla collina del Tegazzo.

#### Fortificazioni
- Batteria Cimirlo, a Pergine sul Cimirlo, di competenza del comune di Pergine.
- Batteria Roncogno, alle pendici del monte Celva, di competenza del comune di Trento.
- Forte Col de le Bene o Forte San Biagio, sul colle delle Benne, al confine di Pergine e di competenza di Levico Terme.
- Forte Tenna, al confine di nei pressi di Tenna e di competenza di questo comune.
- Complesso fortificato di Civezzano - Tagliata stradale superiore e inferiore, uno sbarramento ferroviario oltre al forte. Di competenza del comune di Civezzano.

Questi ultimi quattro, anche se non propriamente di Pergine, sono stati menzionati per la loro posizione di confine.

### Siti archeologici
- Case di epoca Retica, ai montesei di Serso

## Società

### Evoluzione demografica
Abitanti censiti

### Etnie e minoranze straniere
Al 31 dicembre 2023 la popolazione straniera era di 1 649 abitanti, pari al 7,49% dei residenti.

### Lingue e dialetti
Buona parte della popolazione fa uso del dialetto trentino, nella variante perginese.
Stando al censimento del 2011, il 98,4% della popolazione è di lingua italiana, l'1,2% è di lingua mochena (238 residenti nelle frazioni all'inizio della Valle dei Mocheni), lo 0,2% di lingua cimbra e lo 0,2% di lingua ladina.

### Religione
La maggioranza dei perginesi è di religione cattolica romana. Il 13 luglio 1183 venne nominata la comunità di Pergine con la relativa chiesa pievana della Natività di Maria che è suddivisa in 24 parrocchie, se si contano le numerosi frazioni di Pergine. Nel borgo è presente invece una sola parrocchia.

## Cultura

### Teatri
A Pergine sono presenti i seguenti teatri:
- Teatro Comunale di Pergine, con 498 posti, gestito dalla Compagnia ariaTeatro propone prosa, cinema, teatro ragazzi, musica
- Teatro Don Bosco, di proprietà parrocchiale, è stato il teatro principale fino all'apertura del Teatro Comunale, ora poco utilizzato
- Teatro delle Garberie, piccolo spazio off in piazza Municipio
- Teatro di Zivignago
- Teatro di Viarago
- Teatro di Ischia

### Istruzione

#### Biblioteche
- Biblioteca Comunale (sede Centrale), fu creata il 29 dicembre 1964 per volontà del Consiglio Comunale di Pergine Valsugana, il servizio pubblico iniziò nel marzo 1970.

#### Ricerca
- Business Innovation Centre (BIC) - nato nel 1984 e promosso dalla Direzione Generale delle Politiche Regionali della Commissione Europea, si occupa dello sviluppo delle imprese e, nel caso dei BIC trentini, di ricerca favorendo l'interscambio tra i due mondi. Nel Polo di Pergine trovano posto, accanto alle attività produttive, le seguenti attività:
  - Laboratorio per le ricerche anticorrosione industriale, metallurgia e microstrutture. Questo laboratorio viene gestito dal dipartimento di ingegneria dei materiali dell'Università di Trento.
  - Laboratorio di tecnologia delle polveri, di tecnologia dei rivestimenti anticorrosione, dei materiali polimerici, dei composti a matrice polimerica e dei materiali per l'edilizia.

#### Musei
- Museo della scuola, presso il nuovo Teatro Comunale, raccoglie vari oggetti e materiale in uso nelle scuole del secolo Novecento.
- Museo della Banda Sociale di Pergine, raccoglie tutto il materiale in uso dalla Banda Sociale dai primi del Novecento ad oggi.
- Museo della Centrale idroelettrica di Serso, presso l'omonima centrale, contiene le vecchie turbine che si sono usate dalla fine dell'Ottocento ad oggi.
- Il Museo degli attrezzi agricoli ed artigianali della comunità di Canezza-Portolo, come dice il nome contiene gli attrezzi agricoli e artigianali usati dalla comunità nel corso del Novecento.

### Eventi
Dal 1979 si svolge il Pergine Festival.

## Geografia antropica

### Suddivisioni storiche
Pergine era diviso amministrativamente in sette gastaldie:
1. Borgo di Pergine, Zivignago, Valar, Valderban, Masetti.
2. Madrano, Vigalzano, Nogaré.
3. Viarago, Serso, Canezza, Portolo, Mala, Sant'Orsola.
4. Frassilongo, Roveda.
5. Vignola, Falesina, Ischia, Tenna.
6. Castagné.
7. Susà, Costasavina, Roncogno, Canale.

Il Borgo era suddiviso in:
- Contrada 'Taliana, parte Sud-Est dell'antico borgo, chiamata così perché vi abitavano persone di lingua italiana.
- Contrada 'Todesca, parte a Nord-Est dell'antico borgo, chiamata così per la presenza di persone di lingua tedesca.
- Quartiere di Borgo Nuovo, era il quartiere che collegava la nuova parte del borgo al centro.
- Centro del borgo.

### Suddivisioni amministrative
Pergine non è diviso in circoscrizioni, tutte le decisioni amministrative sono demandate al comune.

### Frazioni e località
Il comune di Pergine, oltre al territorio del borgo, è composto da frazioni e località. La differenziazione tra frazioni e località è stata introdotta per via della loro estensione.
- Frazioni: Brazzaniga, Buss, Canale, Canezza, Canzolino, Casalino, Costasavina, Ischia, Madrano, Masetti, Nogaré, Roncogno, San Cristoforo al Lago, Santa Caterina, San Vito, Serso, Susà, Valcanover, Viarago, Vigalzano, Zivignago.
- Località: Assizzi, Centrale, Ciré, Costa, Fontanabotte, Fornaci, Fratte, Guarda, Masi Alti, Masi di Mezzo, Maso Canela, Maso Frizzi, Maso Gretter, Maso Grillo, Maso Pianezza, Maso Poper, Maso Puller, Maso Toldi, Maso Ungherle, Maso Vigabona, Pissol, Pozza, Riposo, Valar, Valle, Visintainer, Zava.

È da tener presente che praticamente la metà della popolazione del comune di Pergine Valsugana risiede nelle sue frazioni.

## Economia
Pergine è una città a carattere terziario con una discreta attività industriale nella zona industriale, situata nella parte nord della città, e una vasta attività agricola (mele, uva, ciliegie, piccoli frutti in genere) nelle campagne della periferia. Molto importante è anche il turismo (culturale, sportivo ed escursionistico). Il settore tradizionalmente più ricco e redditizio è il commercio (si veda la zona centrale della città e la zona dei centri commerciali a Pergine Nord). Nel settore dell'artigianato è ancora diffusa e rinomata l'antica lavorazione del legno finalizzata alla realizzazione di mobili e arredamenti. Sono significative anche la produzione di sculture e l'attività di intagli.

## Infrastrutture e trasporti

### Strade
Pergine è situata sull'asse viario della Valsugana (Strada statale 47 della Valsugana).

### Ferrovie
A Pergine passa la ferrovia della Valsugana, che permette veloci collegamenti verso nord-ovest (Trento) e verso sud-est (Venezia). La stazione di Pergine è stata presa a modello per la realizzazione di una stazione del sistema Rivarossi. Nel comune di Pergine Valsugana si trovano anche la stazione di San Cristoforo al Lago-Ischia, situata nell'omonima frazione, e la stazione di Roncogno, ormai abbandonata, situata nell'abitato di Roncogno.

### Mobilità urbana
Il trasporto urbano costituito da 8 linee (attivato nell'aprile 2008) ed extraurbano sono gestiti dalla società Trentino trasporti.
A Pergine è inoltre attivo un servizio di taxi.

## Amministrazione
| Periodo           | Periodo          | Primo cittadino    | Partito                        | Carica      | Note   |
| ----------------- | ---------------- | ------------------ | ------------------------------ | ----------- | ------ |
| 1946              | 1957             | Antonio Piva       |                                | Sindaco     | [ 23 ] |
| 1957              | 1971             | Achille Fruet      |                                | Sindaco     |        |
| 1971              | 1976             | Luciano Fruet      |                                | Sindaco     |        |
| 1976              | 1979             | Mario Zampedri     |                                | Sindaco     |        |
| 1979              | 1990             | Adriano Crivellari |                                | Sindaco     |        |
| 1990              | 1995             | Luciano Fruet      |                                | Sindaco     |        |
| 1995              | 2008             | Renzo Anderle      |                                | Sindaco     | [ 24 ] |
| 24 settembre 2008 | 2 maggio 2009    | Marco Osler        | UpT - PATT                     | Sindaco     |        |
| 3 maggio 2009     | 15 febbraio 2013 | Silvano Corradi    | UpT                            | Sindaco     | [ 25 ] |
| 15 febbraio 2013  | 9 giugno 2013    | Marina Taffara     | PD                             | Vicesindaco |        |
| 10 giugno 2013    | 17 maggio 2025   | Roberto Oss Emer   | Per Pergine                    | Sindaco     | [ 26 ] |
| 18 maggio 2025    | in carica        | Marco Morelli      | Liste civiche, Lega, PATT, FdI | Sindaco     |        |

### Gemellaggi
- Pergine Valdarno dal 1989[27]
- Amstetten, dal 1999[27]
- San Giovanni in Persiceto, dal 2013[27]

### Altre informazioni amministrative

#### Politica
A partire dal secondo dopoguerra Pergine venne retta da governi guidati dalla Democrazia Cristiana. Dopo lo scandalo di tangentopoli nacque quella che viene definita seconda repubblica. Da questo periodo in poi la città venne sempre governata da una Coalizione di Centro Sinistra, fino al 2013, quando vinse la Lista civica guidata da Roberto Oss Emer.

#### Variazioni
La denominazione del comune fino al 1928 era Pergine.
La circoscrizione territoriale ha subito le seguenti modifiche: nel 1928 aggregazione di territori dei soppressi comuni di Canezza, Castagnè, Costasavina, Falesina, Ischia, Madrano, Nogaré, Roncogno, Serso, Susà, Viarago, Vigalzano e Vignola; nel 1929 distacco della frazione Mala, aggregata al comune di Sant'Orsola (ora Sant'Orsola Terme) (Censimento 1921: pop. res. 260); nel 1955 distacco di territori degli ex-comuni di Falesina e Vignola, eretti in unico comune autonomo con denominazione Vignola-Falesina (Censimento 1951: pop. res. 213).

## Sport
Le principali società sportive con sede a Pergine sono l'A.S. Hockey Pergine (hockey), l'A.S.D. Basket Pergine (pallacanestro), l'A.S. Fersina Perginese (calcio) e l'AltaValsugana Volley (pallavolo).

### Impianti Sportivi
- Stadio del Ghiaccio di Pergine, hockey e pattinaggio di velocità (short track)
- Stadio di Pergine, Calcio e Atletica
- Bocciodromo Comunale
- Piscina Comunale
- Campo da calcio Comunale di Viale Dante (sintetico)
- Campo da Golf
- Campo da Tennis comunale
- Pista motocross (loc. Canezza)

## Location cinematografica
- La dama velata, serie televisiva (2015)